# Mercè Boixareu i Vilaplana
Mercè Boixareu i Vilaplana   (Barcelona, 1943) és una assagista catalana. Va llicenciar-se en literatura francesa a la Universitat de Barcelona i posteriorment va estudiar a Ginebra. Ha publicat estudis sobre Charles Pierre Baudelaire i Stéphane Mallarmé, entre d'altres. Ha publicat Vida i obra de Màrius Torres (1968), sobre el poeta Màrius Torres i Perenya i El jo poètic de Carles Riba i Paul Valéry (1978), sobre els poetes Carles Riba i Bracons i Paul Valéry, que constitueix el tema de la seva tesi doctoral.